# Anilocra huacho
Anilocra huacho är en kräftdjursart som beskrevs av Rokicki 1984. Anilocra huacho ingår i släktet Anilocra och familjen Cymothoidae. Inga underarter finns listade i Catalogue of Life.